# Нечаєвська (Коноський район)
Нечаєвська (рос. Нечаевская) — присілок в Коноському районі Архангельської області Російської Федерації.
Населення становить 41 особу. Входить до складу муніципального утворення Вохтомське сільське поселення.

## Історія
Від 2004 року входить до складу муніципального утворення Вохтомське сільське поселення.

## Населення
| 2002 | 2010 | 2012 |
| ---- | ---- | ---- |
| 48   | ↘41  | →41  |